# Ястребец
Вижте пояснителната страница за други значения на Ястребец.
„Ястребец“ е връх в планината Рила в западната част на България с надморска височина 2369 метра.
Разположен е в землището на град Самоков, на 4,7 километра южно от курорта „Боровец“ и на 5,3 километра от най-високия връх на Рила „Мусала“, като е част от Източна Рила. Непосредствено до върха е разположена хижа „Ястребец“, както и крайната станция на лифт, свързващ го с „Боровец“.

## Други
На Ястребец са наречени улици в София (кв. „Борово“, Карта) и Самоков..